# Estació de l'Alcúdia
L'estació de l'Alcúdia és una estació de ferrocarril propietat dels Ferrocarrils de la Generalitat Valenciana (FGV) i operada per Metrovalència al municipi de L'Alcúdia, a la Ribera Alta, País Valencià. L'estació pertany a la línia 1 i a la zona tarifària B. L'adreça oficial de l'estació és el carrer Mestre Serrano, 4.

## Història
L'estació original fou creada per la Societat Valenciana de Tramvies (SVT), creadora del mític trenet de València i que més tard seria la Companyia de Tramvies i Ferrocarrils de València (CTFV) i Ferrocarrils Espanyols de Via Estreta (FEVE), qui el 1986 entregà tota la xarxa viària de via estreta del trenet a la recentment creada Ferrocarrils de la Generalitat Valenciana (FGV).
Amb l'actual gestió de FGV, l'estació va començar a funcionar a la nova línia 1 el 8 d'octubre de 1988. La línia 1 creada per FGV suposa la unió de les antigues línies del trenet al nord (Pont de Fusta a Bétera i Llíria) i la sud (València-Jesús a Castelló), seccció a la qual pertany l'estació de L'Alcúdia.

## Distribució
L'estació consisteix en un edifici de dues plantes on es troben les finestretes d'atenció al client i les màquines per a comprar el bitllets de viatge. Travessant l'edifici es pot accedir a les andanes, que es troben al nivell de carrer. A les andanes hi han instal·lades marquesines metàl·liques i bancs per als passatgers.
L'estació disposa de quatre vies, dos d'elles amb andanes i destinades al trànsit dels trens de línia regular, mentre que les dues vies restants fan de vies mortes o apartades. L'andana est s'utilitza per als trens que circulen amb direcció nord (Bétera) i l'andana oest per als que circulen en direcció sud (Castelló). Per tal de passar des de l'andana esta a l'oest, cal travessar les vies per un pas a nivell.

## Ruta
L'estació és termini de línia en alguns serveis de la línia 1.
| Procedència/Destinació | <        | Línia | >         | Procedència/Destinació |
| ---------------------- | -------- | ----- | --------- | ---------------------- |
| Bétera                 | Benimodo |       | Montortal | Castelló               |